# Senza regole (Syria)
Senza regole è un brano della cantante romana Syria, testo di Ivan Cotroneo su musiche di Saturnino, pubblicato come singolo nel 2005 e successivamente inserito nell'album Non è peccato.

## Il video
Il video prodotto per "Senza regole" diretto da Gaetano Morbioli per la RunMultimedia, vede la cantante Syria allenarsi duramente in palestra ed esercitarsi in una coreografia, sotto la guida di una dura allenatrice, interpretata da La Pina. Lo scopo dell'allenamento viene mostrato solo alla fine del video: si tratta di una serenata per l'uomo amato dalla cantante.

## Tracce
1. Senza regole
2. Senza regole (karakorum demo alternate version)
3. E la luna bussò (live version)
4. Senza regole (instrumental version)

## Classifiche
| Paese  | Posizione raggiunta |
| ------ | ------------------- |
| Italia | 25                  |